# نووورونژ
شهر نووورونژ (به روسی: Нововоронеж) در کشور روسیه و در اوبلاست وورونژ واقع شده‌است.